# 999 (гурт)
«999» (Три Дев'ятки) — український музичний гурт.

## Перший склад
Заснований у Львові влітку 1986 студентом Львівського університету Ігорем Толохою у складі: 
- Ігор Толоха (1967—2008) — гітара
- Гліб Толстой (нар. 1966) — барабани
- Олексій Буглак (нар. 1960) — бас-гітара
- Євген Тарнавський (нар. 1965) — клавішні.

Виконував інструментальні композиції в стилі heavy metal. Десь у грудні 1986 до групи долучився басист Юрій Чуб (нар. 1966) і з'явилася назва «Криголам». 
Того ж або наступного року до них приєднався талановитий вокаліст Олександр Мельник (нар. 1969) і музичний стиль став нагадувати «early Iron Maiden». 
С такому складі виступав у 1987 на сцені Будинку культури «Електрон», де тоді містився Львівський рок-клуб. 

## Другий склад
На початку 1988 у Львові барабанщик Гліб Толстой разом із гітаристом Олександром Веденіним зібрали новий склад. До них долучилися Дмитро «Слісєв» Соколовський (гітара) і басист Сергій «Борода» Маланчук. О. Мельник пішов у групу «Повторний карантин». 
Музиканти грали психоделічний рок. Того ж року група вступила до київського музоб'єднання «Експеримент» і взяла участь у фестивалі «Голосєєво-88». Наприкінці 1988 розпалася. 

## Третій склад
У грудні 1989 року збирається знову в складі: Г.Толстой, О.Веденін, басист Юрій Чуб (нар. 1966), Віктор Рижий (скрипка, вокал). 
У 1990 році долучилися Андрій Стєпанов (флейта, вокал), Олег Скіпчак (ксилофон, перкусія) та Леся Герасимчук (вокал). Десь тоді з'являється назва «999». Група стала першою, котра у 1990 почала грати на львівських вулицях (не рахуючи Ярка Хомика). В той час з ними виступали також гітарист Геннадій Верб'яний (нар. 1965), бек-вокалістка Олена Романовська, Андрій Войтюк (ксилофон, перкусія). 
У травні 1993 гурт завойовує «Гран-прі» у Львові та стає лауреатом фестивалю «Червона рута» у Донецьку. Цікаво що за два роки до цього, у 1991 році, був «не сприйнятий» журі фестивалю «Червона рута» і став тоді лише дипломантом. Згодом перемагає на фестивалях «Тарас Бульба» та «Альтернатива» після чого активно гастролює по містах західної та центральної Європи. Стиль музики гурту можна охарактеризувати як альтернативний рок або інді. Композиції «Галілей», «Вальс з ядом», «Дика орхідея» неодноразово потрапляли у топ-чарти українських хіт-парадів.

## Альбоми
- Загублений серед конвалій (1992)
- The Best Of «999» (1994)

## Статті
- «История советской музыки» про «999» [Архівовано 13 червня 2015 у Wayback Machine.]

| Валторна | Це незавершена стаття про музичний колектив. Ви можете допомогти проєкту, виправивши або дописавши її. |